# Толедо, Делио
Делио Сесар Толедо Родас (исп. Delio César Toledo Rodas; род. 2 октября 1976 или 10 февраля 1976, Доктор-Сесилио-Баэс, Каагуасу) — парагвайский футболист, выступавший на позиции защитника. Участник чемпионата мира 2006 и Кубка Америки 1999 в составе сборной Парагвая.

## Биография
Делио Толедо начинал свою профессиональную карьеру в парагвайском клубе «Атлетико Колехиалес» в 1996 году. Проведя за эту команду удачный сезон, Толедо перешёл в 1999 год в «Серро Портеньо», один из ведущих парагвайских футбольных клубов. Осенью того же года Толедо дебютирует в итальянской Серии А, будучи игроком «Удинезе» и выйдя на замену на 76-й минуте в домашнем поединке против «Реджины» в рамках 8-го тура чемпионата 1999/00. В 10-м туре Толедо появился уже в стартовом составе «Удинезе», в домашнем поединке против «Болоньи», но был заменён на 64-й минуте и более в официальных матчах за итальянский клуб на поле не появлялся.
В январе 2000 года Толедо перебрался в испанский «Эспаньол», где 16 января дебютировал в стартовом составе и провёл на поле все 90 минут домашнего матча против «Малаги» в рамках 20-го тура чемпионата 1999/00. Первый гол за «Эспаньол» Толедо провёл в следуещем сезоне (18 февраля 2001 года), сравняв счёт в гостевом матче против «Реал Сосьедада» в рамках 23-го тура.
С сезона 2002/03 Толедо выступал за испанскую «Сарагосу», в которой достиг наибольших успехов в своей карьере. Сначала он вместе с командой завоевал продвижение в Примеру, заняв 2-е место в Сегунде. Первый гол за «Сарагосу» Толедо забил 16 февраля 2003 года на 2-й минуте домашнего матча против «Леванте». А первый гол в Примере за «Сарагосу» Толедо забил в следуещем сезоне в рамках 28-го тура, когда он сравнял счёт в поединке с мадридским «Реалом» на Сантьяго Бернабеу. А в предпоследнем туре того же чемпионата, когда к 88-й минуте его команда играла в меньшинстве и уступала 0:1 мадридскому «Атлетико», Толедо умудрился отметиться дублем (на 88-й и 90-й минутах) и принести «Сарагосе» гостевую волевую победу. Тот успех позволил «Сарагосе» окончательно обезопасить себя от возможного вылета, а мадридский «Атлетико» лишился возможности в последнем туре побороться за 5-е место. В том же году Толедо вместе с командой выиграл Кубок и Суперкубок Испании.

## Международная карьера
Делио Толедо выступал за сборную Парагвая с 1999 по 2008 год, проведя за неё 34 матча и забив 4 мяча. Толедо дебютировал в её составе 7 марта 1999 года, в матче против сборной Боливии в рамках товарищеского турнира в Гватемале. В той же встрече он забил и свой первый гол за сборную, на 61-й минуте став автором второго мяча в ворота боливийцев (общий счёт 3:0). Попав в заявку сборной Парагвая на Кубок Америки 1999, Толедо провёл без замен и выходя в стартовом составе все 4 матча парагвайцев на этом турнире. Также он обошёлся и без каких-либо карточек.
Следующим крупным турниром для Толедо стал Чемпионат мира 2006 года. Он появился в стартовом составе в первом матче парагвайцев на турнире против сборной Англии. На 82-й минуте его заменил защитник Хорхе Нуньес. Оставшиеся 2 встречи против Швеции и Тринидада и Тобаго Толедо провёл в запасе и на поле не появлялся.

## Достижения
«Эспаньол»
- Победитель Кубка Испании: 1999/00

«Реал Сарагоса»
- Победитель Кубка Испании: 2003/04
- Победитель Суперкубка Испании: 2004

«Кайсериспор»
- Победитель Кубка Турции: 2007/08